# Robert Havell der Jüngere

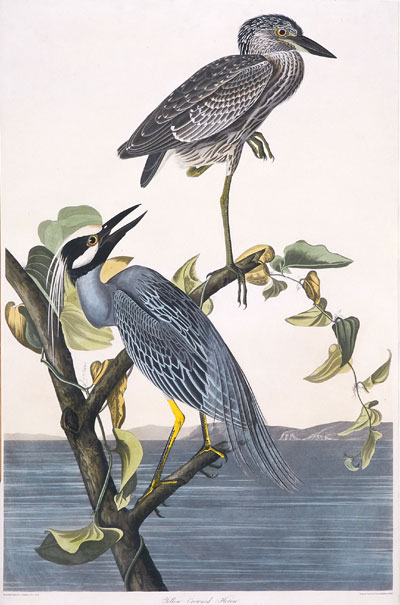
Krabbenreiher (Nyctanassa violacea); Havell nach Audubon, 1836

Robert Havell der Jüngere (* 25. November 1793 in Reading; † 11. November 1878 in Tarrytown (New York)) war ein englischer Graveur und Maler, der die meisten Druckplatten für John James Audubons bedeutendes naturhistorisches Werk The Birds of America lieferte.

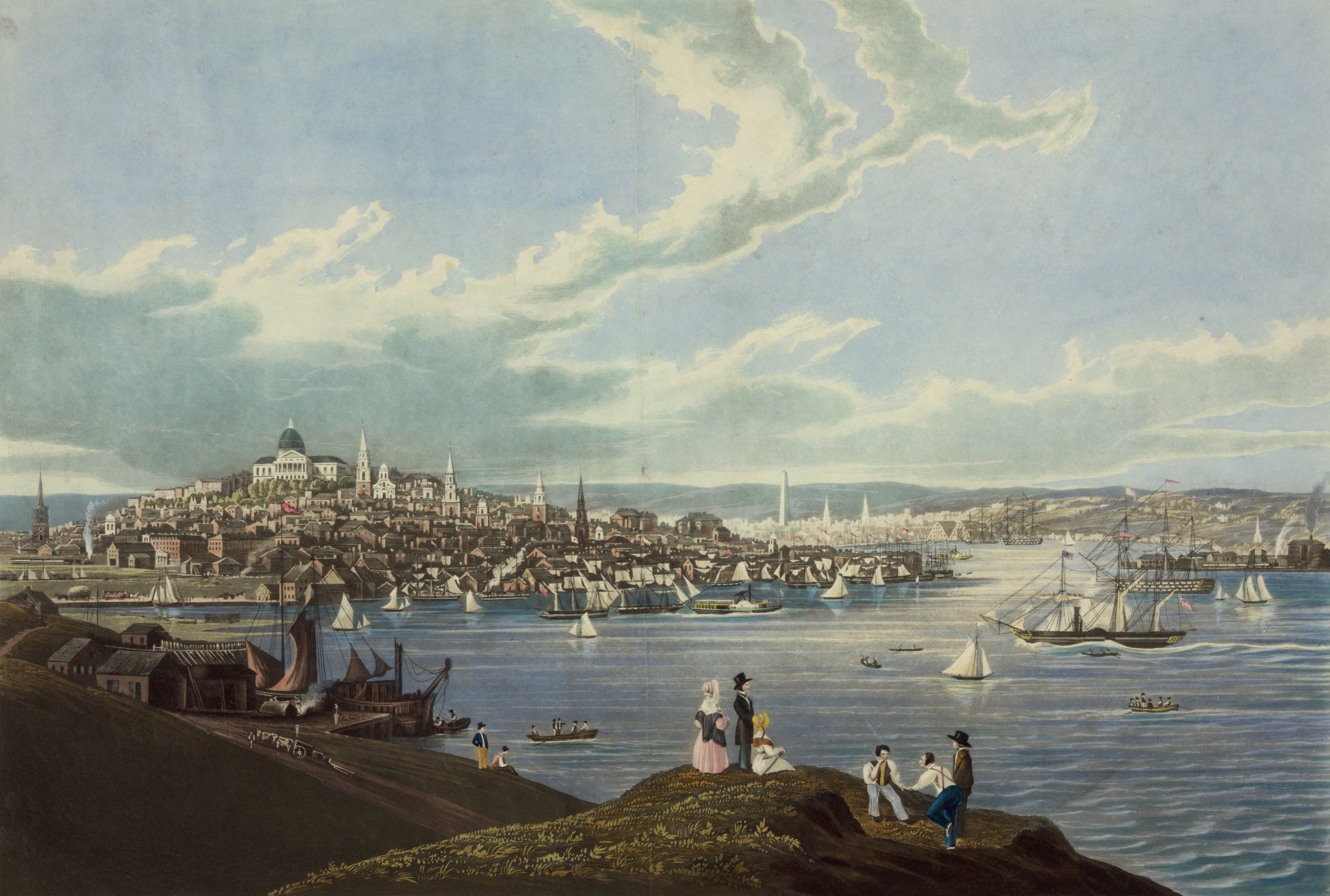
Ansicht der Stadt Boston, 1841

Die Havell-Familie in Reading, englischer Zweig der weit verbreiteten normannischen Familie Hauteville, hat eine große Zahl bemerkenswerter Maler, Grafiker, Schriftsteller, Verleger, Lehrer und Musiker hervorgebracht. Bezüglich der  Druckgrafik waren einige, zu denen auch Robert Havell gehörte, führend auf dem Gebiet der Aquatinta-Technik. Havell lieferte alle Druckplatten außer den ersten zehn für das bedeutende, von John James Audubon zwischen 1827 und 1838 herausgegebene naturhistorische Werk The Birds of America und  hatte aus heutiger Sicht wesentlichen künstlerischen Anteil an dessen Erfolg.
Havell und Auduburn wurden in der langen Zeit ihrer Zusammenarbeit Freunde, und 1839 ging Havell auf Einladung Auduburns nach Amerika. Zuerst wohnte er in Brooklyn und zog später nach Tarrytown, New York, wo er von 1857 bis zu seinem Tode lebte. Havell arbeitete weiterhin auf dem Gebiet der Aquatinten und stach Städtepanoramen, widmete jedoch die meiste Zeit dem Malen von Landschaftsansichten im Tal des Hudson River. Er war in dieser Zeit Mitglied der Hudson River School, einer Gruppe von US-amerikanischen Landschaftsmalern.